# Mónica Toschi
Mónica del Carmen Toschi (16 de julio de 1954) es una vestuarista de cine y teatro argentina. Posee una larga y destacada trayectoria en ambos medios.

## Actividad profesional
Estudió  escenografía y vestuario con Gastón Breyer y Graciela Galán y diseñó y realizó el vestuario para películas y espectáculos de  ballet, teatro y comedia musical. En cine se inició como vestuarista en 1996 en  Besos en la frente y El dedo en la llaga y obtuvo el Premio Sur 2008  al Mejor Vestuario en Aniceto otorgado por la Academia de las Artes y Ciencias Cinematográficas de la Argentina y el  Premio Cóndor de Plata 2009  al Mejor Vestuario en La cámara oscura otorgado por la Asociación de Cronistas Cinematográficos de la Argentina. Participó como vestuarista en espectáculos del Teatro General San Martín, del Teatro Presidente Alvear y del American Ballet Theater. Con Margarita Bali colaboró  en Hombre Rebobinado y en otras de sus instalaciones y videos coreográficos. En teatro infantil se recuerdan especialmente sus diseños de vestuarios de  espectáculos como  Vivitos y Coleando y Stan y Oliver, de Hugo Midón, Rain Man, con dirección de Alejandra Ciurlanti y Mátate amor con dirección de Marilú Marini, Locos recuerdos de Hugo Midón, con dirección de Lala Mendía en el Teatro Nacional Cervantes entre otros. También incursionó en la ópera comenzando en Il combattimento di Tancredi e Clorinda , de Claudio Monteverdi, en el Centro Experimental del Teatro Colón, dirigida por Gerardo Gandini y Pina Benedetto y, más adelante, colaborando con Louis Désiré en Samson et Dalila de Camille Saint-Saëns para la Opéra de Montpéllier y diseñando el vestuario de Madama Butterfly con dirección de Daniel Helfgot en el Teatro Argentino de La Plata.

## Labor en teatro
Realizó el vestuario en las siguientes obras de teatro:
Vestuarista
- Hotel Oasis
- Doblar mujer por linea de puntos
- Tadeys
- Trinder - Sala 6
- Matate, amor
- Lorenzaccio
- Deseo
- Ay amor divino
- Vivitos y Coleando
- Dos pícaros sinvergüenzas
- Galaxias
- Locos ReCuerdos
- ¿Qué hago?
- Hombre Rebobinado
- Playa Bonita
- Locos ReCuerdos
- Grabado (Tape)
- Graves y agudos
- Ojo al zoom
- Dios perro
- Cuando la noche comienza
- La clase del Marqués de Sade

Diseñadora de vestuario
- Esto no es serio
- Fugaz
- Rain Man
- La Trup Sin Fin
- Vivitos y Coleando
- Vivitos y coleando 2

## Filmografía
Participó en los siguientes filmes:
Dirección de arte
- Y el viento se interpuso (cortometraje 2009)

Vestuarista
- Las Rojas   (2021)
- El prófugo  (2021)
- Hoy se arregla el mundo  (2021)
- Corazón loco  (2020)
- Las siamesas  (2020)
- Los sonámbulos  (2019)
- Mamá se fue de viaje  (2017)
- Permitidos  (2016)
- Me casé con un boludo  (2016)
- La luz incidente  (2015)
- Gato negro  (2014)
- Vino para robar  (2013)
- Viudas  (2011)
- Verdades verdaderas  (2011)
- Extraños en la noche  (2011)
- Les rideaux rouges (cortometraje 2011))
- Anita  (2009)
- Mercedes (cortometraje 2010)
- Y el viento se interpuso (cortometraje 2009)
- La cámara oscura  (2007)
- Aniceto  (2008)
- Géminis  (2005)
- Peligrosa obsesión  (2004)
- El último tren  (2002)
- Todas las azafatas van al cielo  (2001)
- Planos de contacto  (cortometraje 2001)
- Nueve reinas (2000)
- Besos en la frente  (1996)
- El dedo en la llaga  (1996)

Actriz
- Pájaros prohibidos (cortometraje 1995)

Intérprete de la banda de sonido
- El ritmo del éxito (2000) (Estados Unidos)

## Televisión
Vestuarista
- 23 pares (miniserie 2012) (4 episodios)

## Premios y nominaciones
Academia de las Artes y Ciencias Cinematográficas de la Argentina
- Nominada al Premio Sur  2018  al Mejor Vestuario en El amor menos pensado
- Nominada al Premio Sur  2015  al Mejor Vestuario en Sin hijos
- Nominada al Premio Sur  2009  al Mejor Vestuario en La cámara oscura
- Ganadora del Premio Sur 2008  al Mejor Vestuario en Aniceto

Asociación de Cronistas Cinematográficos de la Argentina
- Nominada al Premio Cóndor de Plata 2017  al Mejor Vestuario en La luz incidente
- Nominada al Premio Cóndor de Plata 2015  al Mejor Vestuario en Gato negro
- Ganadora del Premio Cóndor de Plata 2009  al Mejor Vestuario en La cámara oscura

Premios Fénix
- Nominada al Premio  2016  al Mejor Vestuario en La luz incidente[5]

Premios Konex
- Mejor Vestuario de la década (2011-2020)